# النساء في مجالات العلوم والتكنولوجيا والهندسة الرياضيات
لاحظ العديد من الباحثين وصانعي السياسات أن مجالات العلوم، والتكنولوجيا، والهندسة، والرياضيات (STEM) لطالما هيمن عليها الرجال، في حين ظلت مشاركة النساء ضعيفة تاريخيًا منذ نشأة تلك العلوم خلال عصر التنوير.ولا يزال الباحثون يستكشفون الأسباب المختلفة لاستمرار وجود هذا التفاوت بين الجنسين في مجالات العلوم والتكنولوجيا والهندسة والرياضيات. ويعمل البعض على معالجة هذه الفوارق باعتبارها ناجمة عن القوى التمييزية داخل تلك المجالات (والتي تعتبر وظائف رفيعة المستوى ذات أجور جيدة).
ويرى بعض المناصرين أن التنوع هو مصلحة إنسانية متأصلة. ويريدون زيادته باعتباره غاية في حد ذاته، بغض النظر عن أصله التاريخي أو سببه الحالي.

## انعدام التوازن بين الجنسين

وفقًا لنتائج البرنامج الدولي لتقييم الطلبة (بيسا) لعام 2015، يتوقع 4.8% من الطلبة الذكور و0.4% من الطالبات الإناث العمل في مجال تكنولوجيا المعلومات والاتصالات.

تشير الدراسات إلى أن العديد من العوامل تساهم في تفوق الشابات في الرياضيات والعلوم، بما في ذلك التشجيع الذي تتلقينه من أولياء الأمور، والتفاعل مع معلمي الرياضيات والعلوم، ومحتوى المناهج الدراسية، والتجارب المختبرية العملية، والتفوق في الرياضيات والعلوم خلال المرحلة الثانوية، والموارد المتوفرة في المنزل. في الولايات المتحدة، تتشابه نتائج البحوث فيما يتعلق بمواقف الفتيان والفتيات حول الرياضيات والعلوم. وبعد تحليل العديد من الدراسات الطولية والممتدة، وجد أحد الباحثين اختلافات قليلة في مواقف الفتيات والفتيان تجاه العلوم في سنوات الدراسة الثانوية الأولى. تؤثر طموحات الطلاب في السعي وراء مهن في الرياضيات والعلوم على كل من المقررات التي يختارونها في تلك المجالات ومستوى الجهد المبذول في هذه الدورات.
أشارت دراسة أجريت عام 1996 إلى أن الفتيات يبدأن في فقدان الثقة بالنفس في المدارس المتوسطة لأنهن يعتقدن أن الرجال يفوقهن ذكاءً في المجالات التكنولوجية. ويرجع هذا المفهوم الخاطئ إلى جقيقة ان الرجال يتفوقون على النساء في التحليل المكاني، والذي يعتبره العديد من المهنيين الهندسيين بمثابة مهارة حيوية.
ويفترض الباحثون النسويون أنه من المرجح أن الأولاد يكتسبون مهارات مكانية خارج الفصل لأن الثقافة السائدة تشجعهم على البناء والعمل بأيديهم. وتوضح الدراسات أن الفتيات بوسعهن اكتساب نفس المهارات إذا تلقيت التدريب ذاته.
أظهرت دراسة أجراها طلاب السنة الأولي بالجامعة عام 1996 بمعهد بحوث التعليم العالي أن الرجال والنساء يختلفون بدرجة كبيرة في مجالات الدراسة التي يقصدونها. وللمرة الأولى بعام 1996 يتخصص 20% من الرجال و4% من النساء من طلاب السنة الأولي بالجامعة في علوم الكمبيوتر والهندسة، وفي الحين أن النسبة المئوية المماثلة من الرجال والنساء تخطط للتخصص في علوم الاحياء والفيزياء. ويربط لأول مره الطلاب المبتدئين اختلافات التخصصات بين الذكور والإناث باختلاف المجلات التي يحصل من خلالها النساء والرجال علي درجات. وفي مرحلة ما بعد الثانوية تقل احتمالية حصول النساء علي درجة علمية في الرياضيات أو العلوم الفيزيائيه أو علوم الكمبيوتر الاستثناء في هذا الاختلال بين الجنسين هو في مجال علوم الحياة.

## تفسيرات لانخفاض تمثيل المرأة
هناك مجموعة متنوعة من الأسباب المقترحة، لانخفاض أعداد النساء نسبيًا في مجالات العلوم والتكنولوجيا والهندسة والرياضيات. يمكن تصنيفها على نطاق واسع إلى تفسيرات مجتمعية، ونفسية، وفطرية. لا تقتصر التفسيرات بالضرورة على واحدة فقط من هذه الفئات.

### الاجتماعية

#### التمييز
قد يكون هذا الضعف في التمثيل بسبب التمييز، سواء العلني أو السري، الذي تواجهه النساء في مجالات العلوم والتكنولوجيا والهندسة والرياضيات. احتمال أن تترك النساء وظائف في العلوم والهندسة هو الضعف مقارنة بالرجال، وفقًا لشي إبينر. أظهر الباحثون في ثمانينيات القرن العشرين، انحيازًا تقييميًا عامًا ضد النساء.
أُرسلت طلبات بالبريد الإلكتروني، في دراسة عام 2012، للقاء الأساتذة في برامج الدكتوراه في أفضل 260 جامعة أمريكية. كان من المستحيل تحديد ما إذا كان أي فرد معين في هذه الدراسة يعاني من التمييز، إذ أن كل مشارك شاهد فقط إحدى الطلبات من طالب دراسات عليا واحد فقط. وجد الباحثون مع ذلك، أدلة على التمييز ضد الأقليات العرقية، والنساء، مقارنة بالرجال القوقازيين. أرسلت كلية العلوم في دراسة أخرى، مواد طالب تقدم لوظيفة مدير مختبر في جامعتهم. كانت المواد هي نفسها بالنسبة لكل مشارك، ولكن وُقّع كل طلب بشكل عشوائي، إما باسم ذكر أو أنثى. وجد الباحثون أن أعضاء هيئة التدريس صنفوا المرشحين الذكور، على أنهم أكثر كفاءة، وأكثر قابلية للتوظيف من المرشحات، على الرغم من تطابق الطلبات بطريقة أخرى. إذا زُوّد الأفراد بمعلومات حول جنس الطالب المتوقع، فقد يستنتجون أنه/أنها يمتلك/تمتلك سمات تتوافق مع الصور النمطية لذلك النوع الاجتماعي. وجدت دراسة في عام 2014، أن الرجال مُفضّلون في بعض المجالات، مثل معدلات الحيازة في علم الأحياء، إلا أن غالبية المجالات كانت عادلة بين الجنسين. فسر المؤلفون هذا على أنه يشير إلى أن قلة تمثيل المرأة في صفوف الأستاذية، لم يكن فقط بسبب التوظيف المتحيز جنسيا، والترقية، والأجر.

#### الصور النمطية
من الممكن أن تؤدي الصور النمطية حول ما يجب أن يبدو عليه شخص ما في مجال العلوم والتكنولوجيا والهندسة والرياضيات (ستيم) وما يجب أن يتصرف، إلى تجاهل الأعضاء الراسخين في هذه المجالات للأفراد ذوي الكفاءة العالية. غالبًا ما يُعتقد أن العالِم النمطي، أو الفرد في مهنة أخرى في العلوم والتكنولوجيا والهندسة والرياضيات، ذكرا. قد لا تتناسب النساء في مجالات العلوم والتكنولوجيا والهندسة والرياضيات، مع مفهوم الأفراد لما يجب أن يكون عليه العالم، أو المهندس، أو المتخصص بالرياضيات، وبالتالي يمكن أن تُغفل أو تُعاقب. تنص نظرية التوافق في الدور للأحكام المسبقة، على أن التعارض الملحوظ بين النوع الاجتماعي، ودور أو وظيفة معينة، يمكن أن يؤدي إلى تقييمات سلبية. يمكن أن تؤدي الصور النمطية السلبية حول القدرات الكمية للمرأة، على قيام الناس بتقليل قيمة عملهن، أو عدم تشجيع تلك النساء في الاستمرار في مجالات العلوم والتكنولوجيا والهندسة والرياضيات (ستيم).
يمكن أن يواجه كل من الرجال والنساء، والذين يعملون في مهن «غير تقليدية» تمييزًا، ولكن تختلف أشكال وعواقب هذا التمييز. غالبًا ما يُنظر إلى الأفراد ممن هم من نوع اجتماعي معين، على أنهم أكثر ملاءمة لمهن، أو مجالات دراسية معينة، من هؤلاء الذين من النوع الاجتماعي الآخر. وجدت دراسة أن إعلانات الوظائف للمهن التي يسيطر عليها الذكور، تستخدم كلمات بصفات الوكيل بشكل أكثر (أو كلمات تدل على وكالة، مثل «قائد» و «موجه نحو الهدف») ومرتبطة بالصور النمطية للذكور.
تنص نظرية الدور الاجتماعي، المقترحة في عام 1991، على أنه يُتوقع من الرجال أن يظهروا صفات الوكيل، وأن تُظهر النساء صفات اشتراكية، ويمكن أن تؤثر هذه التوقعات على قرارات التوظيف. وجدت دراسة أجريت عام 2009، أن النساء يملن إلى وصفهن بمصطلحات أكثر اشتراكية، والرجال بمصطلحات أكثر قربا لصفات الوكيل، في خطابات التوصية. وجد هؤلاء الباحثون أيضًا أن الخصائص الاشتراكية، ارتبطت سلبًا بقرارات التوظيف في الأوساط الأكاديمية.
يبدو أن الصور النمطية السلبية التي تواجهها النساء اللاتي يدخلن مهن ذكورية تقليدية، والتي تشير إلى أنهن لسن نساء «حقيقيات»، لا تردع النساء بنفس الدرجة التي قد تردع بها الصور النمطية المماثلة الرجال، عن متابعة المهن غير التقليدية. هناك أدلة تاريخية على تهافت النساء على المهن المحددة بالذكور، بمجرد توفر الفرص. تعتبر الأمثلة على المهن التي تتغير من كونها ذات أغلبية من الإناث إلى ذات أغلبية من الذكور، نادرة جدًا في تاريخ البشرية. تشير الحالات القليلة الحالية- مثل الطب- إلى أن إعادة تعريف المهن على أنها مناسبة للذكور، أمر ضروري قبل أن يفكر الرجال في الانضمام إليها.
على الرغم من تعرض الرجال للصور النمطية السلبية حول رجولتهم، في المهن التي تهيمن عليها الإناث، إلا أنهم قد يختبرون بعض الفوائد. اقتُرح في عام 1992، أن النساء يمِلن في المهن التي يهيمن فيها الرجال، إلى مس السقف الزجاجي (استعارة)، بينما قد يصل الرجال في المهن التي تهيمن فيها النساء إلى «المصعد الزجاجي». يمكن أن يجعل السقف الزجاجي وصول النساء والأقليات إلى قمة المهنة صعبا، بينما يسمح «المصعد الزجاجي» للرجال بالتفوق في مهنة تهيمن فيها الإناث.

#### تأثير الخراف السوداء
يحدث تأثير الخراف السوداء عندما يصبح من المرجح أن يقيّم الأفراد، الأعضاء داخل مجموعتهم، بشكل أفضل من الأعضاء خارج مجموعتهم، عندما يكون هؤلاء الأعضاء ذوي كفاءة عالية. يقيّم الفرد الأعضاء داخل مجموعته، ممن هم بمؤهلات متوسطة أو أقل من المتوسطة، بشكل أقل بكثير، من قيامه بتقييم الأعضاء خارج مجموعته، وممن هم بمؤهلات متكافئة. يشير ذلك إلى أنه من المحتمل أن تساعد النساء الراسخات في مجالات العلوم والتكنولوجيا والهندسة والرياضيات، النساء اللاتي في بداية مسيرتهن المهنية واللاتي يظهرن مؤهلات كافية، أكثر من الرجال الراسخين في هذه المجالات، ولكن ستقل احتمالية مساعدة النساء الراسخات في المجال -مقارنة بالرجال- للنساء ممن هن في بداية مسيرتهن المهنية، إذا أظهرن مؤهلات غير كافية.

#### تأثير ملكة النحل
يشبه تأثير ملكة النحل، تأثير الخراف السوداء، إلا أنه ينطبق فقط على النساء. يفسر ذلك، لماذا تقل احتمالية مساعدة النساء اللاتي في منصب أعلى، خاصة في المهن التي يهيمن فيها الذكور، للنساء الأخريات مقارنة بمساعدة زملائهن الذكور.  وجدت دراسة عام 2004 أنه في حين لم يظهر طلاب الدكتوراه في عدد من التخصصات المختلفة، أي اختلافات بين الجنسين في الالتزام بالعمل، أو الرضا عن العمل، يعتقد أعضاء هيئة التدريس في نفس الجامعة أن الطالبات أقل التزامًا بعملهن من الطلاب الذكور، ومن المثير للدهشة تأييد أعضاء هيئة التدريس من الإناث، لاعتقادات بعض أعضاء هيئة التدريس هذه، بدلا من أن تحظى بالتأييد من قبل أعضاء الهيئة الذكور. أحد التفسيرات المحتملة لهذه النتيجة، هو أن التنقلية الفردية لعضو في مجموعة تستخدم صور نمطية سلبية، غالبًا ما تكون مصحوبة بالتمييز الاجتماعي والنفسي عن المجموعة. يعني هذا أن النساء الناجحات في المهن التي يهيمن فيها الذكور تقليديًا، لا يرَين نجاحهن كدليل على أن الصور النمطية السلبية عن القدرات الكمية والتحليلية للمرأة خاطئة، بل كدليل على أن المرأة منهن استثناء للقاعدة شخصيًا، ومن الممكن بالتالي، أن تلعب تلك النساء في الواقع دورًا، في إدامة هذه القوالب النمطية السلبية، بدلًا من إلغائها.